# Tame (rivière)
Pour les articles homonymes, voir Tame.
Ne pas confondre avec la Thame, autre rivière anglaise.
La Tame est une rivière d'Angleterre qui prend sa source à Wolverhampton, traverse le Black Country, passe au nord de Birmingham et coule jusqu'à Tamworth (qui doit son nom à la rivière), puis se jette dans la Trent près d'Alrewas.
Les opérations de dépollution de la rivière dans la région de Witton à l'intérieur du cercle urbain de Birmingham ont permis le retour de la faune sauvage, comme canards et cygnes sur cette portion de son cours. Le bassin de la Tame est l'un des plus urbanisés du Royaume-Uni puisqu'il couvre environ 42 % de sa superficie.